# Heinrich Braun (Publizist)

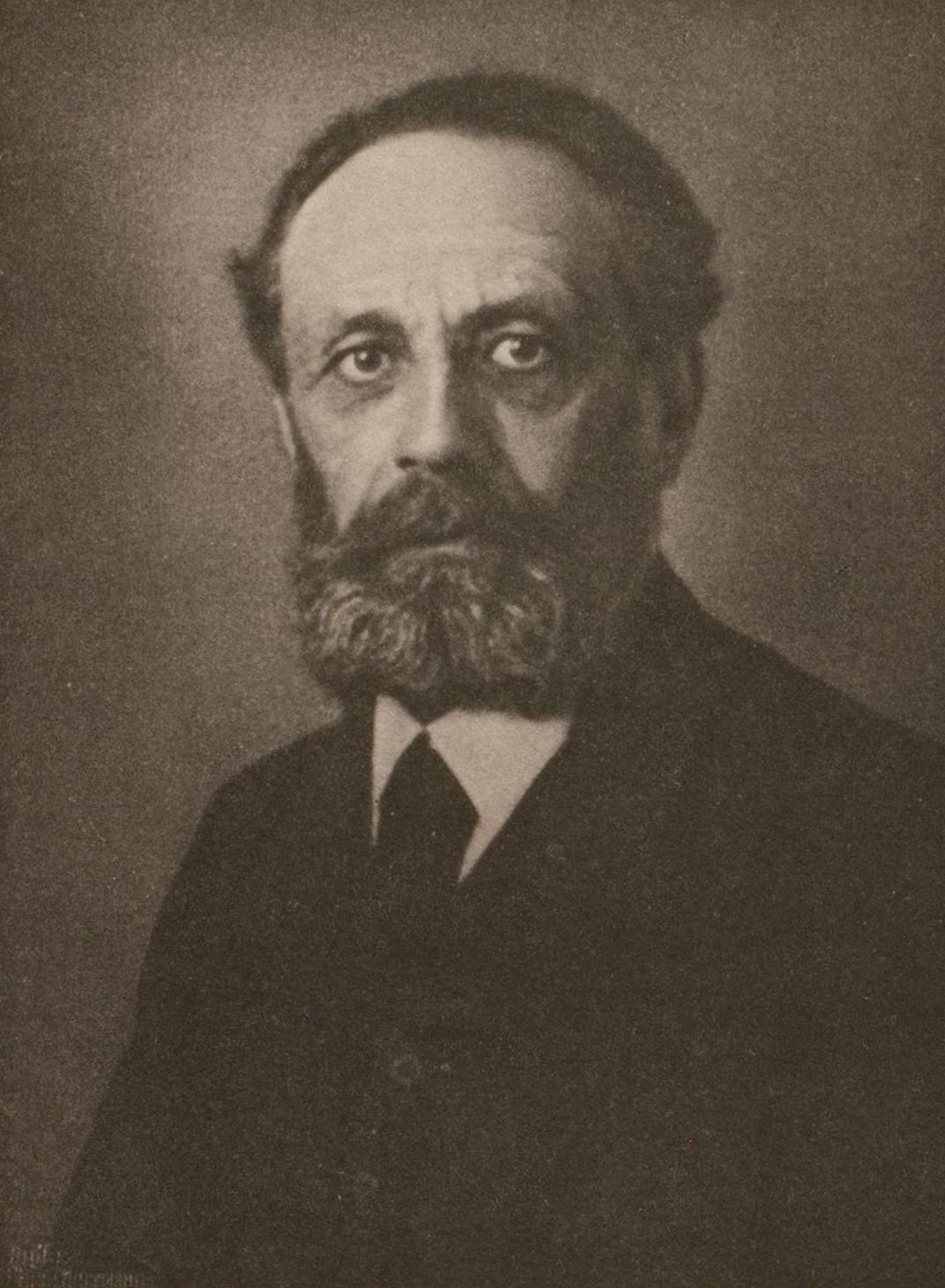
Heinrich Braun

Heinrich Braun (geboren 23. November 1854 in Budapest, Kaisertum Österreich; gestorben 8. Februar 1927 in Kleinmachnow) war ein deutscher sozialdemokratischer Publizist und Politiker. Er gehörte dabei zum revisionistischen Flügel. 

## Familie
Er war der Sohn des jüdischen Eisenbahningenieurs Ignaz Braun. Seine Mutter war Ida (geb. Neubrunn). Sein Bruder war der spätere sozialdemokratische Politiker Adolf Braun, seine Schwester Emma heiratete auf seine Vermittlung den österreichischen Sozialistenführer Victor Adler. Er selbst war ab 1883 mit seiner ersten Frau Josefine verheiratet. Die Ehe wurde 1890 geschieden. Danach heiratete er am 29. März 1895 eines seiner Hausmädchen, Clara Rosalie Hantel. Es kam zu einem Skandal, als er sich von dieser während ihrer Schwangerschaft am 30. Mai 1896 scheiden ließ, um am 12. August 1896 die Witwe Lily von Gizycki zu heiraten. Nach deren Tod 1916 heiratete er 1920 Julie Vogelstein. Er hatte aus seinen Ehen vier Kinder. Darunter war der Lyriker Otto Braun.

## Leben
Braun wurde in Privatschulen in Leipzig und Wien erzogen, ehe er an den Universitäten Wien, Straßburg, Göttingen, Berlin und Halle an der Saale Rechtswissenschaften, Wirtschaftswissenschaften und Geschichte studierte. Er promovierte in Halle zum Dr. phil.
Bereits zu Beginn seines Studiums kam er, angeregt von Schriften von Lorenz von Stein, zusammen mit seinem Freund Viktor Adler, der später auch sein Schwager wurde, zum Sozialismus. Im Jahr 1879 trat er der SAPD bei. Auf Grund seiner jüdischen Konfession und politischen Haltung blieb ihm eine Universitätslaufbahn verwehrt.
Er unterstützte Karl Kautsky finanziell, so dass dieser als Mitarbeiter von Friedrich Engels nach London übersiedeln konnte. Braun diente der Partei um 1887 als Sekretär. Er wurde von August Bebel zeitweise als einer der kommenden Führer der Partei angesehen. Seit 1901 nahm er bis 1906 regelmäßig an den sozialdemokratischen Parteitagen teil. In den Jahren 1903 und 1904 war er für kurze Zeit Mitglied des Reichstages, bis seine Wahl nachträglich annulliert wurde. Eine weitere Kandidatur scheiterte 1907. Er gehörte dem reformistischen beziehungsweise revisionistischen Flügel der Partei an und sprach sich etwa für ein Bündnis mit dem linken Flügel der bürgerlichen Demokraten aus.
Große Bedeutung hatte er als sozialdemokratischer Publizist. Im Jahr 1883 war er neben Johann Heinrich Wilhelm Dietz, Kautsky und Wilhelm Liebknecht Mitbegründer der Neuen Zeit. Er war 1888 auch Mitbegründer des Archivs für soziale Gesetzgebung und Statistik auch „Brauns Archiv“ genannt. Diese Zeitschrift gab er bis 1903 auch heraus. Danach wurde sie in Archiv für Sozialwissenschaften und Sozialpolitik umbenannt. Max Weber, Werner Sombart und Edgar Jaffé übernahmen die Herausgeberschaft, Braun blieb Mitarbeiter. Außerdem war er von 1892 bis 1895 Herausgeber des Sozialpolitischen Centralblattes.
Zusammen mit seiner Frau Lily Braun gab er seit 1903 die Wochenschrift Die neue Gesellschaft heraus. Das Blatt verstand sich als Organ der Kritik auch der eigenen Partei gegenüber. In die Zeitschrift investierte Braun sein Vermögen. Sie scheiterte bereits nach der zweiten Ausgabe, nachdem das Ehepaar auf dem Dresdner Parteitag zusammen mit anderen Anhängern des Revisionismus scharf angegriffen worden war. Franz Mehring warf ihnen die Mitarbeit in der „bürgerlichen Presse“ vor. Der Parteitag hatte einem Antrag zugestimmt, der die Beteiligung an der nichtsozialdemokratischen Presse ablehnte. Im Jahr 1905 versuchte Braun das Projekt wiederzubeleben. Diesmal scheiterte es am Widerstand der linientreuen Parteipresse. Im Jahr 1907 gab er die Bemühungen um die Erneuerung der Partei „aus dem Inneren“ heraus auf. Von 1911 bis 1913 gab er die Annalen für soziale Politik und Gesetzgebung heraus.
Während der Novemberrevolution bot er der Partei noch einmal seine Unterstützung an, diese lehnte allerdings ab. Eine ihm 1919 von Konrad Haenisch angetragene Professur lehnte er ab. Nach 1919 war er auch als Versicherungssachverständiger in Berlin tätig.

## Schriften (Auswahl)
- Fr. Albert Lange als Sozialökonom nach seinem Leben und seinen Schriften. (Dissertation Halle, 5. August 1881) Dissertation
- Socialpolitisches Centralblatt. Hrsg. von Heinrich Braun. Erster Band (Januar – Oktober 1892). J. Guttenberg Verlagsbuchhandlung, Berlin 1892.Digitalisat
- Socialpolitisches Centralblatt. Hrsg. von Heinrich Braun. Zweiter Band (Oktober 1892 bis September 1893). Carl Heymanns Verlag, Berlin 1893. Digitalisat
- Annalen für soziale Politik und Gesetzgebung hrsg. von Heinrich Braun. Springer, Berlin 1912–1919.
- Julius Altenburger, Heinrich Braun u. a.: Versicherungs-mathematische Abhandlungen. Mittler, Berlin 1911 (= Veröffentlichungen des Deutschen Vereins für Versicherungs-Wissenschaften. Heft 20).
- Lebensversicherung. Mittler, Berlin 1932 (= Versicherungsbibliothek 9).